# Lac de Toblino
Le lac de Toblino (Tobliner See en allemand) est un petit lac alpin de la vallée située dans le Trentin, entouré d'un luxuriant lit de roseaux et d'une végétation particulièrement riche. Le lac et ses environs ont été déclarés biotope pour des intérêts botaniques et éthologiques naturalistes, et est protégé en tant que tel par la province autonome de Trente. La baignade n’est pas interdite, mais la faible température de l’eau et les forts courants la déconseille vivement. 
Il est situé à une altitude de 245 mètres et occupe la partie terminale de la Valle dei Laghi, non loin de Trente et des communes de Padergnone, Vezzano et Calavino. 

## Genèse
Le lac a été formé par un barrage créé par un cône de déjection créé par la rivière Sarca à la sortie de la gorge de Limarò. C'est un petit bassin ; de plus, après la construction de l'usine de traitement de l' eau de Santa Massenza, en 1951, un processus de sédimentation s'est déclenché. 

## Le biotope
Le lac se trouve dans une condition singulière du point de vue climatique : alors que les montagnes voisines présentent les caractéristiques typiques des régions alpines, dans la vallée, l’action du lac et les dernières ramifications du climat tempéré du lac de Garde permettent le développement d’espèces sous-méditerranéennes ou même, en culture, d’espèces méditerranéennes. Pour cette raison, le biotope du lac de Toblino est protégé depuis 1992. 

## Monuments et lieux d'intérêt

### Le château de Toblino
Sur la rive nord du lac, il y a un promontoire (qui était autrefois une île formée par un éboulement rocheux) sur lequel se dresse le château de Toblino, originaire du XIIe siècle mais modernisé à partir du XVIe siècle par Bernhard von Cles. En excellent état, il est toujours utilisé comme restaurant. 

#### Sérénade au château de Toblin
« E quando, al primo sol, la melodia

tornerà en mi magior,

ti, con la testa bionda postada sul me cor,

te me farai sentir che te sei mia... »
Avec cette barcarolle écrite en 1926, Louis Pigarelli se présenta à un concours pour compositeurs de chansons populaires. À ce jour, cette chanson est l’une des mélodies les plus célèbres du chant alpin, présente dans le répertoire de tout chœur de montagne. La version la plus célèbre dans le monde est certainement celle de la chorale SAT, pour laquelle Pigarelli a écrit lui-même.

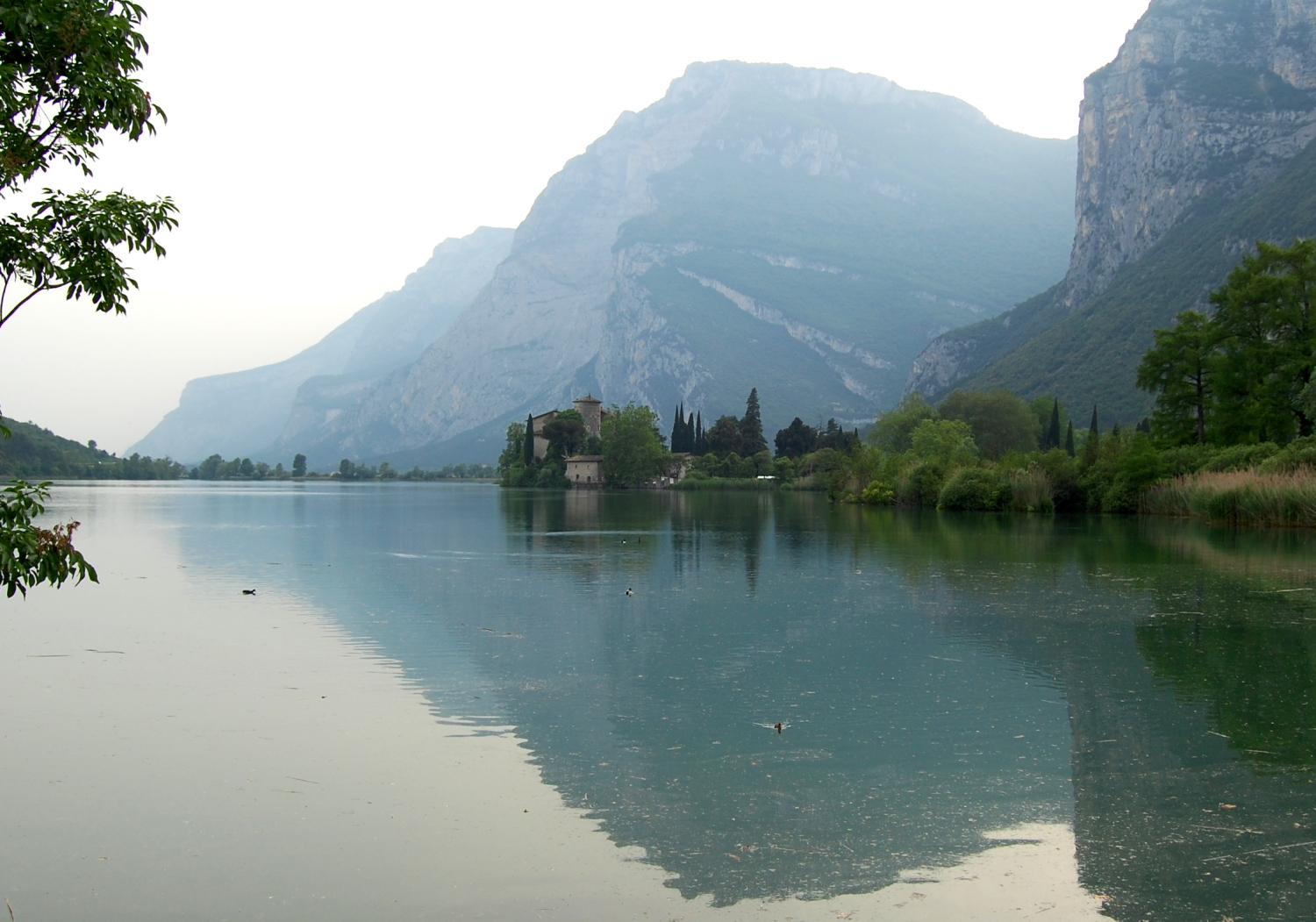
Le lac de Toblino de la rive nord.
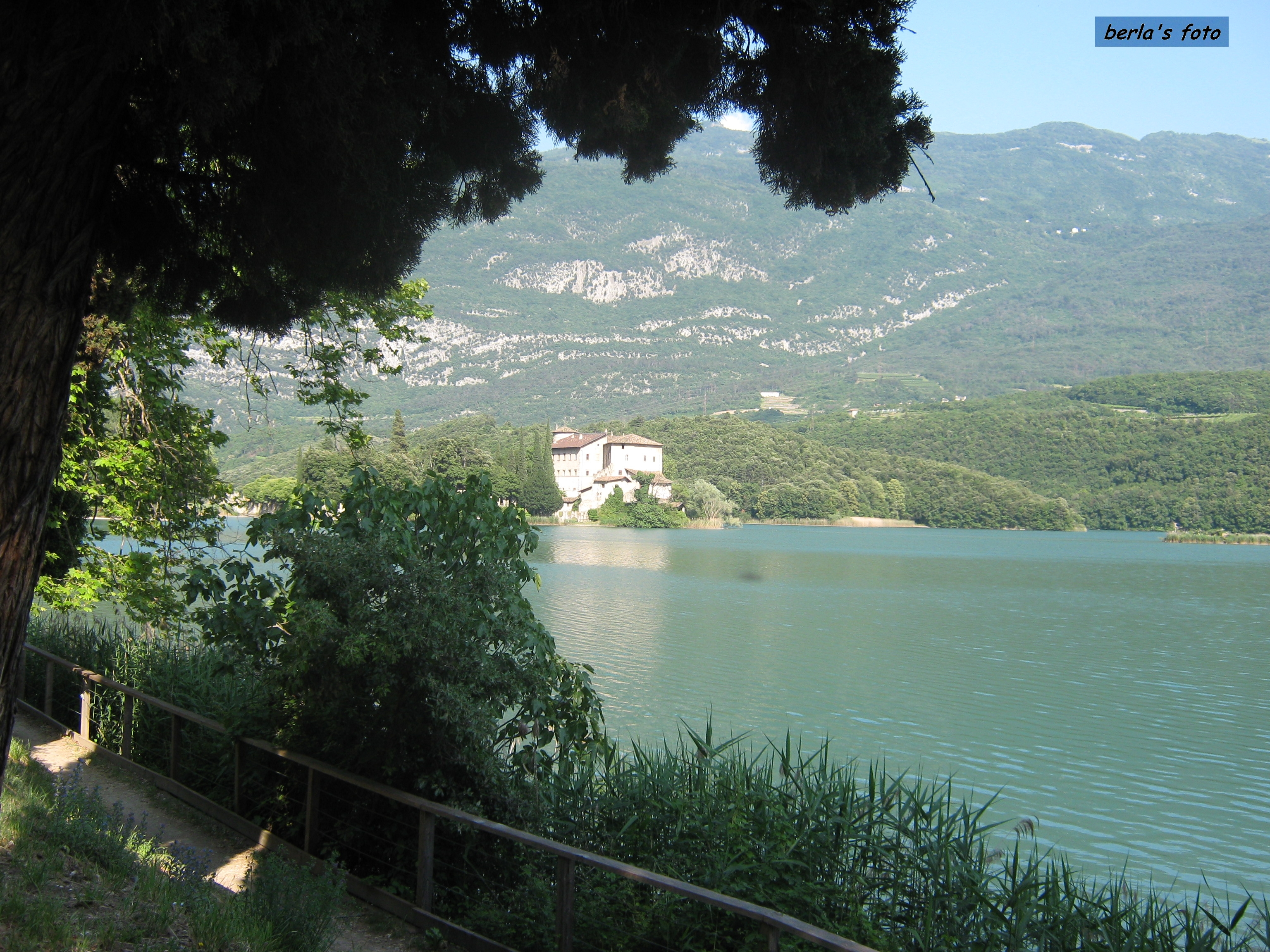
Le lac et le château de Toblino.
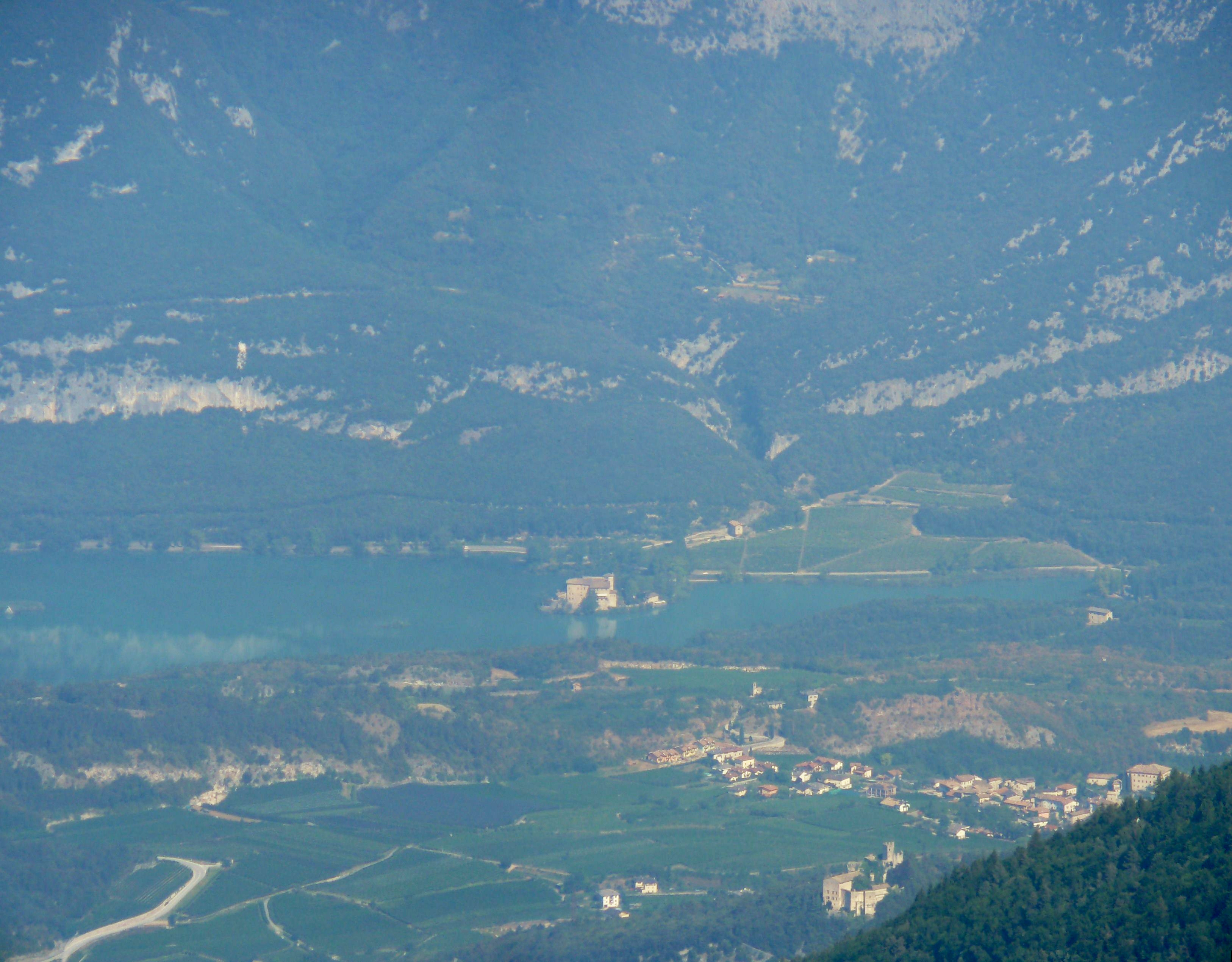
Vue du lac et du château depuis le Monte Bondone.